# Dagoberto III
Dagoberto III (c. 698-715) fue el rey de los francos desde 711 hasta 715. Era hijo de Childeberto III y su mujer Edonne. 
Todos los reinos francos —Neustria, Austrasia y Borgoña— había sido unidos desde la victoria del mayordomo de palacio Pipino de Heristal a Tertry en 687 cuando Dagoberto ascendió al trono a los doce años. Dagoberto fue una marioneta del mayordomo hasta la muerte de Pipino en 714. Había una guerra entre los sucesores de Pipino y los regiones de Aquitania, Provenza y Borgoña declararon su independencia del poder real.